# Buethwiller
Buethwiller [bytvilɛʁ]  est une commune française située dans l'aire d'attraction de Mulhouse et faisant partie de la collectivité européenne d'Alsace (circonscription administrative du Haut-Rhin), en région Grand Est.
Cette commune se trouve dans la région historique et culturelle d'Alsace.

## Géographie

### Localisation
Buethwiller est une commune rurale de la partie nord du Sundgau, située à 6 km de Dannemarie, 10 km d'Altkirch et une vingtaine de kilomètres au sud-ouest de Mulhouse. Les communes limitrophes sont à partir du nord et dans le sens des aiguilles d'une montre : Falkwiller, Balschwiller, Eglingen, Hagenbach, Gommersdorf, Wolfersdorf, Traubach-le-Bas et Traubach-le-Haut.
| Traubach-le-Haut | Falkwiller  | Balschwiller |
| Traubach-le-Bas  | Buethwiller |              |
| Wolfersdorf      | Gommersdorf | Hagenbach    |

### Géologie et relief
Le relief, constitué de collines aux pentes douces n'est pas très accentué. Le point culminant de la commune à 317 mètres se trouve dans la forêt du Buchwald à l'ouest.

### Hydrographie

#### Réseau hydrographique
La commune est dans le bassin versant du Rhin au sein du bassin Rhin-Meuse. Elle est drainée par la Largue, le Traubach et le ruisseau Fischbach,,.
La Largue, d'une longueur de 51 km, prend sa source dans la commune de Oberlarg et se jette  dans l'Ill à Illfurth, après avoir traversé 28 communes. 

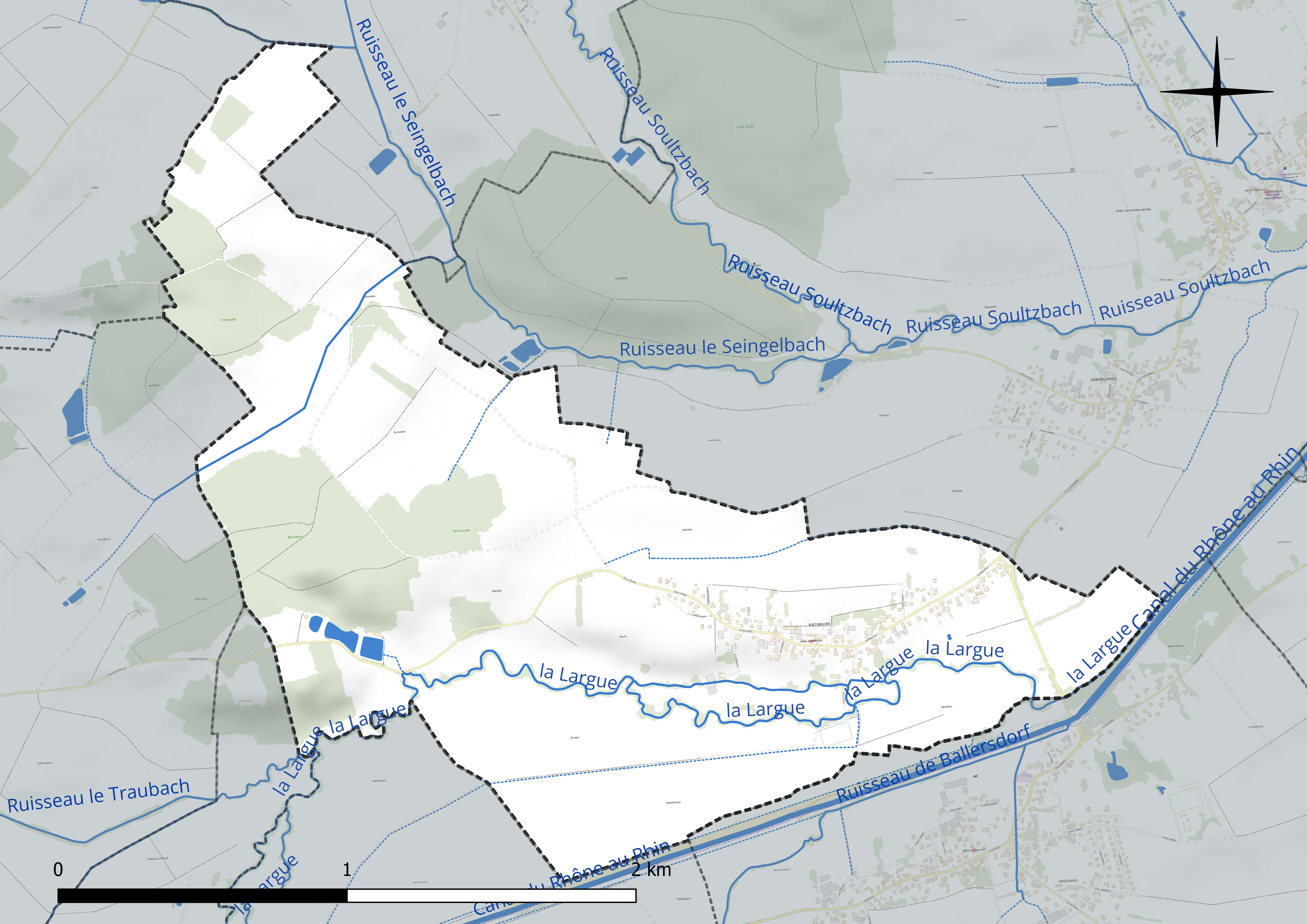
Réseau hydrographique de Buethwiller.

#### Gestion et qualité des eaux
Le territoire communal est couvert par le schéma d'aménagement et de gestion des eaux (SAGE) « Largue ». Ce document de planification concerne le bassin versant de la Largue et une zone située à l'ouest du périmètre (la région de Montreux). Ce territoire s'étend sur 385 km2. Le périmètre a été arrêté le 4 mars 1996 et le SAGE proprement dit a été approuvé le 24 septembre 1999 puis révisé le 17 mai 2016. La structure porteuse de l'élaboration et de la mise en œuvre est le Syndicat mixte pour l'aménagement et la renaturation du bassin versant de la Largue et du secteur de Montreux, qui a évolué en Epage le 1er janvier 2018, sous le nom de Epage Largue. 
La qualité des cours d’eau peut être consultée sur un site dédié géré par les agences de l’eau et l’Agence française pour la biodiversité. 

### Climat
Pour des articles plus généraux, voir Climat du Grand Est et Climat du Haut-Rhin.
En 2010, le climat de la commune est de type climat des marges montargnardes, selon une étude du Centre national de la recherche scientifique s'appuyant sur une série de données couvrant la période 1971-2000. En 2020, Météo-France publie une typologie des climats de la France métropolitaine dans laquelle la commune est exposée à un climat semi-continental et est dans la région climatique  Vosges, caractérisée par une pluviométrie très élevée (1 500 à 2 000 mm/an) en toutes saisons et un hiver rude (moins de 1 °C). 
Pour la période 1971-2000, la température annuelle moyenne est de 10,1 °C, avec une amplitude thermique annuelle de 17,7 °C. Le cumul annuel moyen de précipitations est de 734 mm, avec 9,2 jours de précipitations en janvier et 9,7 jours en juillet. Pour la période 1991-2020, la température moyenne annuelle observée sur la station météorologique de Météo-France la plus proche, « Carspach », sur la commune de Carspach à 7 km à vol d'oiseau, est de 11,0 °C et le cumul annuel moyen de précipitations est de 827,7 mm. 
La température maximale relevée sur cette station est de 38,1 °C, atteinte le 4 août 2022 ; la température minimale est de −17,7 °C, atteinte le 5 février 2012,,. 
Les paramètres climatiques de la commune ont été estimés pour le milieu du siècle (2041-2070) selon différents scénarios d'émission de gaz à effet de serre à partir des nouvelles projections climatiques de référence DRIAS-2020. Ils sont consultables sur un site dédié publié par Météo-France en novembre 2022.

### Milieux naturels et biodiversité
La partie sud, autour de la Largue, constitue une zone humide relativement préservée et est recensée comme « zone d'intérêt écologique et paysager » (définie par le plan des espaces naturels du Haut-Rhin). Cette même zone est également classée « zone humide remarquable » et « site d'intérêt communautaire » par le réseau Natura 2000 au titre de la directive habitats. Elle fait également partie du Plan de Prévention des Risques (PPR) « Inondations ». Le périmètre du risque d'inondation a été arrêté par le préfet pour l'ensemble de la vallée de la Largue en 1998. Par ailleurs, la commune est soumise au risque sismique (classée Ib - risque moyen).

## Urbanisme

### Typologie
Au 1er janvier 2024, Buethwiller est catégorisée commune rurale à habitat dispersé, selon la nouvelle grille communale de densité à sept niveaux définie par l'Insee en 2022.
Elle est située hors unité urbaine. Par ailleurs la commune fait partie de l'aire d'attraction de Mulhouse, dont elle est une commune de la couronne,. Cette aire, qui regroupe 132 communes, est catégorisée dans les aires de 200 000 à moins de 700 000 habitants,.

### Occupation des sols
L'occupation des sols de la commune, telle qu'elle ressort de la base de données européenne d’occupation biophysique des sols Corine Land Cover (CLC), est marquée par l'importance des territoires agricoles (84,9 % en 2018), une proportion identique à celle de 1990 (84,9 %). La répartition détaillée en 2018 est la suivante : 
terres arables (46,9 %), zones agricoles hétérogènes (37,8 %), forêts (15,1 %), prairies (0,2 %). L'évolution de l’occupation des sols de la commune et de ses infrastructures peut être observée sur les différentes représentations cartographiques du territoire : la carte de Cassini (XVIIIe siècle), la carte d'état-major (1820-1866) et les cartes ou photos aériennes de l'IGN pour la période actuelle (1950 à aujourd'hui).

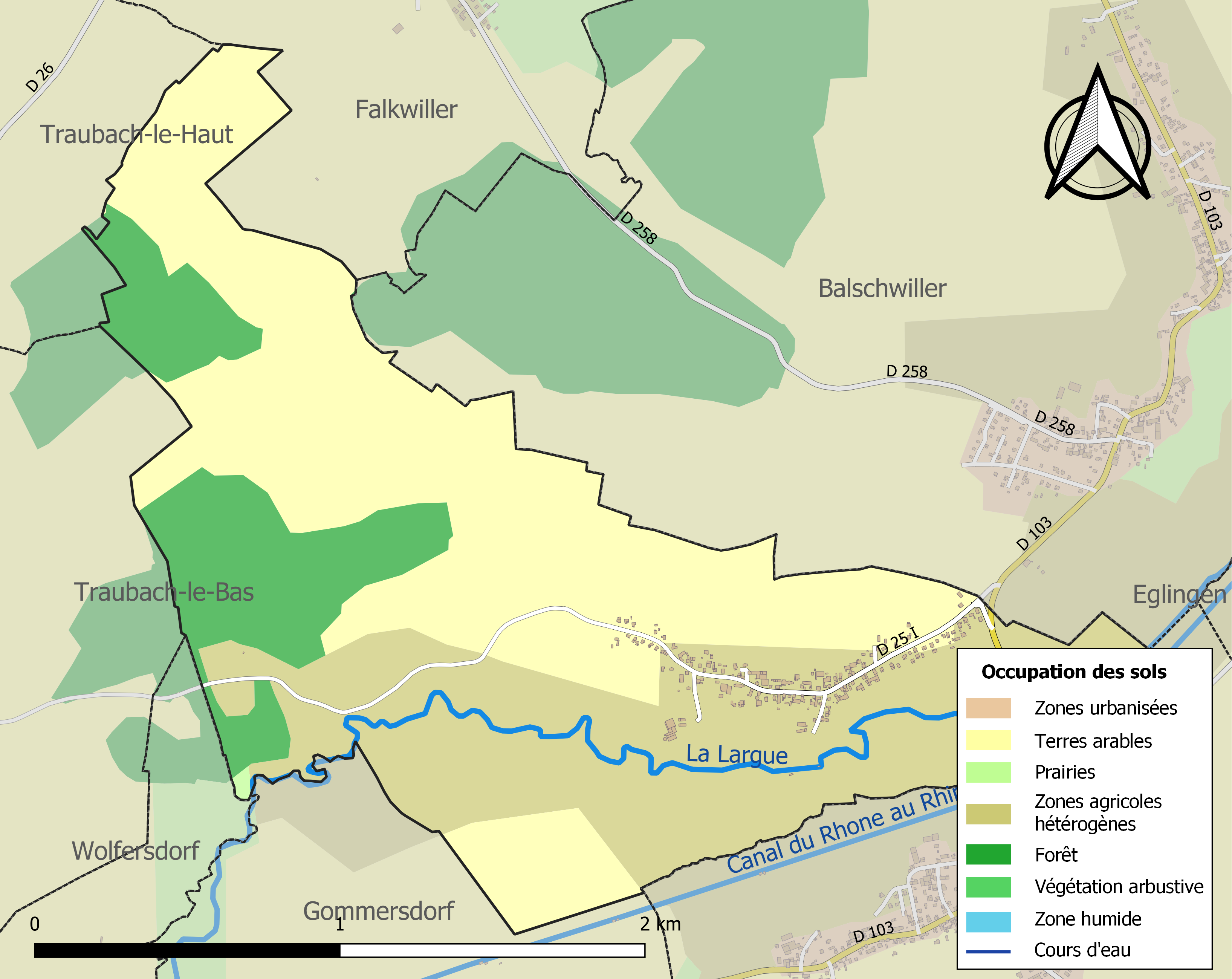
Carte des infrastructures et de l'occupation des sols de la commune en 2018 (CLC).

### Logement
Le bâti est relativement ancien : près de la moitié des logements datent d'avant 1949. Cependant, le rythme des constructions récentes s'est accéléré ces dernières années (6 logements construits en 2000, 5 en 2001 dont 4 logements collectifs pour un parc de 77 logements en 1999) selon les données de la direction régionale de l'équipement. 86 % des résidences principales sont occupées par leurs propriétaires.

### Voies de communication et transports
La commune est desservie par la route départementale 25 (de trafic local uniquement) qui se raccorde sur la RD 103 qui conduit de Dannemarie à Burnhaupt-le-Bas. L'autoroute A36 « la Comtoise » se trouve à 8 km. La gare la plus proche est celle de Dannemarie sur la ligne Mulhouse-Altkirch-Belfort.

## Histoire
Buethwiller était une ancienne possession du comté de Ferrette et faisait partie de la seigneurie de Thann.
Au traité de Westphalie, le village est rattaché à la France.
Au Moyen Âge, une wasserburg, aujourd'hui disparue, se situait au sud du village. L'emplacement supposé fait l'objet d'une zone de sensibilité archéologique sur la foi d'un document d'arpentage du XVIIe siècle qui mentionne « un enclos de château ».
Le château était une possession des Habsbourg tenue en fief par les nobles de Hagenbach. Les ducs d'Autriche y établissent une garnison au cours de leur lutte contre Charles le Téméraire en 1474. Le château est cité une dernière fois en 1520.

## Politique et administration

### Découpage territorial
La commune de Buethwiller est membre de la communauté de communes Sud Alsace Largue, un établissement public de coopération intercommunale (EPCI) à fiscalité propre créé le 15 juin 2016 dont le siège est à Dannemarie. Ce dernier est par ailleurs membre d'autres groupements intercommunaux.
Sur le plan administratif, elle est rattachée à l'arrondissement d'Altkirch, à la circonscription administrative de l'État du Haut-Rhin, en tant que circonscription administrative de l'État, et à la région Grand Est. 
Sur le plan électoral, elle dépendait jusqu'en 2020 du  canton de Masevaux-Niederbruck pour l'élection des conseillers départementaux au sein du conseil départemental du Haut-Rhin. Depuis le 1er janvier 2021, elle dépend du même canton pour l'élection des conseillers d'Alsace au sein de la collectivité européenne d'Alsace.

### Chronologie des maires
| Période                                  | Période                   | Identité                                    | Étiquette | Qualité |
| ---------------------------------------- | ------------------------- | ------------------------------------------- | --------- | ------- |
| avant 1981                               | ?                         | Robert Schnoebelen                          |           |         |
| mars 2001                                | 2008                      | Gérard Bilger                               |           |         |
| mars 2008                                | 2014                      | André Antz                                  |           |         |
| mars 2014                                | En cours (au 31 mai 2020) | Éric Bringel Réélu pour le mandat 2020-2026 |           |         |
| Les données manquantes sont à compléter. |                           |                                             |           |         |

## Équipements et services publics
- École maternelle de trois classes. L'enseignement primaire est réparti entre les communes de Balschwiller et Eglingen, dans le cadre d'un regroupement pédagogique.
- Aucun commerce sédentaire n'est disponible sur la commune ; les plus proches sont situés à Balschwiller. Cependant, des commerces itinérants desservent la commune.
- Le collège de secteur se trouve à Dannemarie (collège Jean Monnet).
- Le lycée de secteur se trouve à Altkirch (lycée Jean-Jacques Henner).

## Population et société

### Démographie
L'évolution du nombre d'habitants est connue à travers les recensements de la population effectués dans la commune depuis 1793. Pour les communes de moins de 10 000 habitants, une enquête de recensement portant sur toute la population est réalisée tous les cinq ans, les populations de référence des années intermédiaires étant quant à elles estimées par interpolation ou extrapolation. Pour la commune, le premier recensement exhaustif entrant dans le cadre du nouveau dispositif a été réalisé en 2006.

En 2022, la commune comptait 244 habitants, en évolution de −10,29 % par rapport à 2016 (Haut-Rhin : +0,66 %, France hors Mayotte : +2,11 %).
| 1793 | 1800 | 1806 | 1821 | 1831 | 1836 | 1841 | 1846 | 1851 |
| ---- | ---- | ---- | ---- | ---- | ---- | ---- | ---- | ---- |
| 227  | 236  | 256  | 261  | 311  | 348  | 334  | 334  | 303  |

| 1856 | 1861 | 1866 | 1871 | 1875 | 1880 | 1885 | 1890 | 1895 |
| ---- | ---- | ---- | ---- | ---- | ---- | ---- | ---- | ---- |
| 276  | 279  | 303  | 274  | 273  | 252  | 238  | 218  | 228  |

| 1900 | 1905 | 1910 | 1921 | 1926 | 1931 | 1936 | 1946 | 1954 |
| ---- | ---- | ---- | ---- | ---- | ---- | ---- | ---- | ---- |
| 220  | 254  | 217  | 207  | 196  | 209  | 194  | 198  | 202  |

| 1962 | 1968 | 1975 | 1982 | 1990 | 1999 | 2006 | 2011 | 2016 |
| ---- | ---- | ---- | ---- | ---- | ---- | ---- | ---- | ---- |
| 174  | 184  | 201  | 218  | 199  | 224  | 273  | 261  | 272  |

| 2021 | 2022 | - | - | - | - | - | - | - |
| ---- | ---- | - | - | - | - | - | - | - |
| 256  | 244  | - | - | - | - | - | - | - |

La population communale n'a pas connu d'écart significatif depuis près de 50 ans. Sa structure par âges montre, en revanche, une sur-représentation de la classe des moins de 20 ans et de la tranche des plus de 60 ans. Les actifs du village sont majoritairement des ouvriers (50,6 %) ou employés ou professions intermédiaires (41 %). Ils vont travailler vers Mulhouse et sa périphérie (31 %), Dannemarie (13 %) ou la Suisse (9 %). Le restant des déplacements domicile-travail se fait vers Altkirch, Hagenbach et le territoire de Belfort.

## Économie
La commune n'offre que 16 emplois sur son territoire (dans l'enseignement, la construction et l'agriculture), en baisse depuis 1975. En 2000, il restait encore 7 exploitations agricoles (contre 20 en 1979). Les cultures sont essentiellement céréalières ; la culture du maïs, inexistante encore en 1979, représente déjà près de 40 % des surfaces cultivées.

### Lieux et monuments

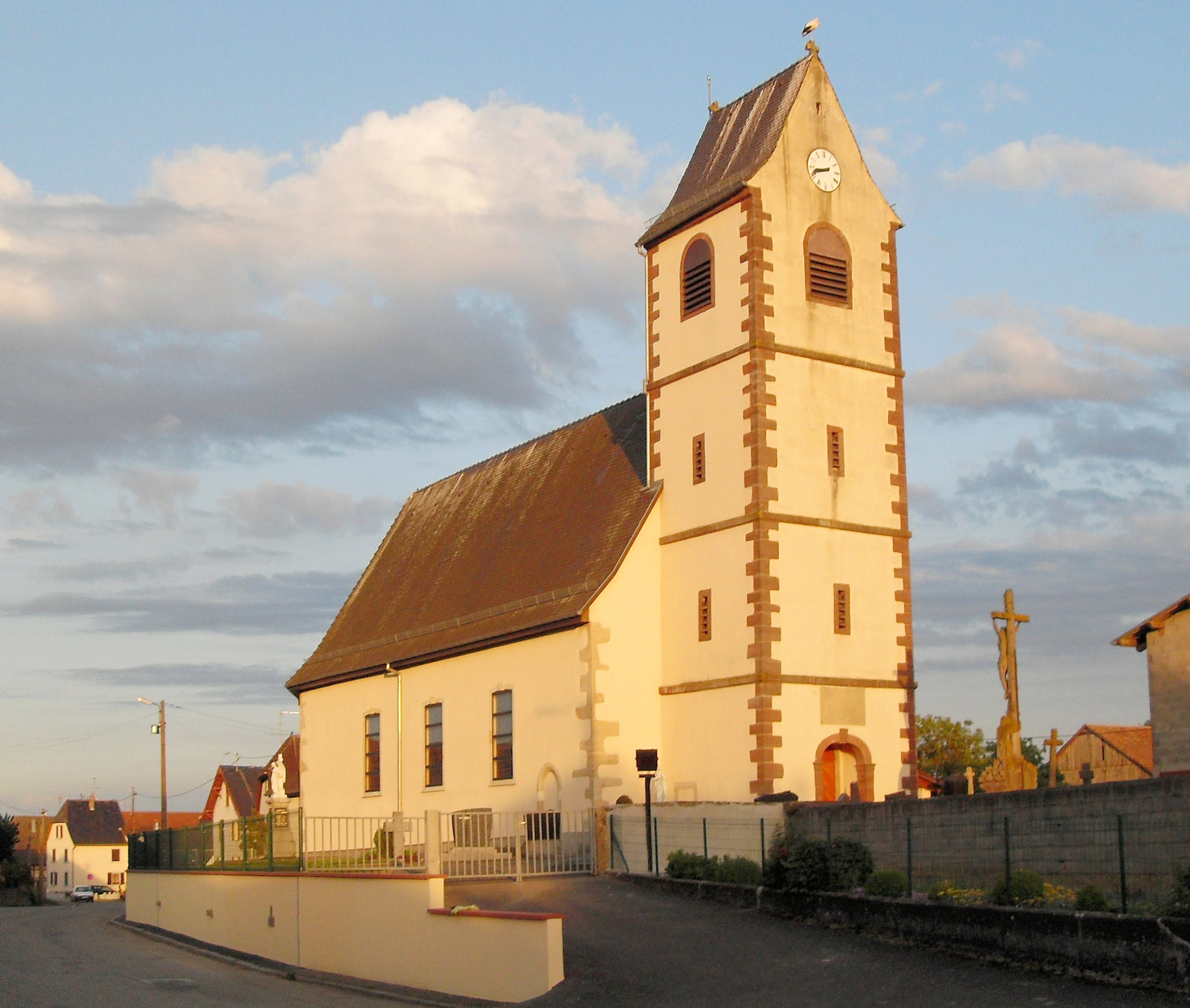
L'église Saint-Étienne.

## Culture locale et patrimoine

### Héraldique
| Blason de Buethwiller | Les armes de Buethwiller se blasonnent ainsi : « De gueules aux deux roues de moulin d'or, rangées en fasce, surmontées d'un couteau d'argent posé en fasce. » |